# 拉法站
拉法站是位于吉林省蛟河市拉法街道的一个铁路车站，邮政编码132502。位于长图线211.81km和拉滨线终点264.973km。按技术性质为中间站，业务性质为货运站。车站地处蛟河市区以北10公里。隶属沈阳铁路局吉林车务段，是四等站。
车站建于1928年，区间闭塞为电气路牌闭塞，列车占用区间凭证为路牌，1953年改为苏式“特列格拉”式电气路签闭塞机，1977年改为继电半自动闭塞，1991年改为6502型大站电气集中联锁设备。

## 相邻车站
1. ↑  铁道部电子计算技术中心, 铁道部运输局. . 北京: 中国铁道出版社. 1998: 160. ISBN 9787113030995.